# Genting Secret Garden
Genting Secret Garden (en chinois : 密苑云顶乐园) est un complexe hôtelier et une station de sports d'hiver chinoise située à 1 700 m d'altitude juste à côté du village de Taizicheng dans le xian de Chongli de la province du Hebei.

## Histoire
Propriété du conglomérat malaisien Genting, le site a été inauguré officiellement le 16 décembre 2012 puis a été désigné comme stade principal pour les compétitions de ski acrobatique et de snowboard des Jeux olympiques d'hiver de 2022.
Elle se trouve près de la jonction entre les chaînes des monts Taihang et des monts Yan. La température annuelle moyenne est de 3,3 °C pour 150 jours de couverture neigeuse. Ses 16 kilomètres de pistes de ski alpin s'étendent sur le versant est du Jinhuage, une montagne culminant à 2 100 m et dont le versant nord abrite les pistes de la station de Wanlong. Initialement doté de 1 téléphérique à et de 4 télésièges Doppelmayr mis en service entre 2011 et 2017 pour une longueur totale de 5,9 km et une capacité de 10 229 personnes/heure, il est prévu de doubler la capacité de transport en 2021 avec la construction de 3 téléphériques à 8 places et de 2 télésièges à 6 places du même fabricant.

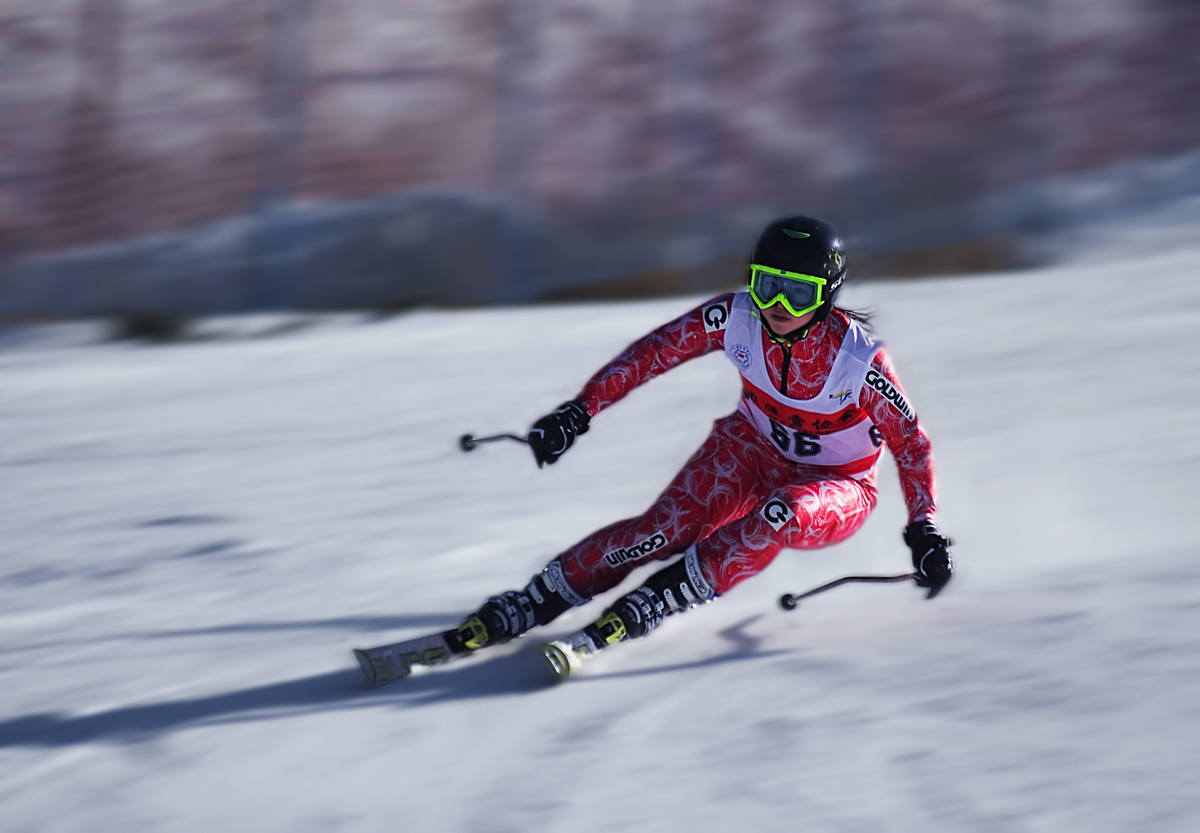
Une des premières compétitions en 2011
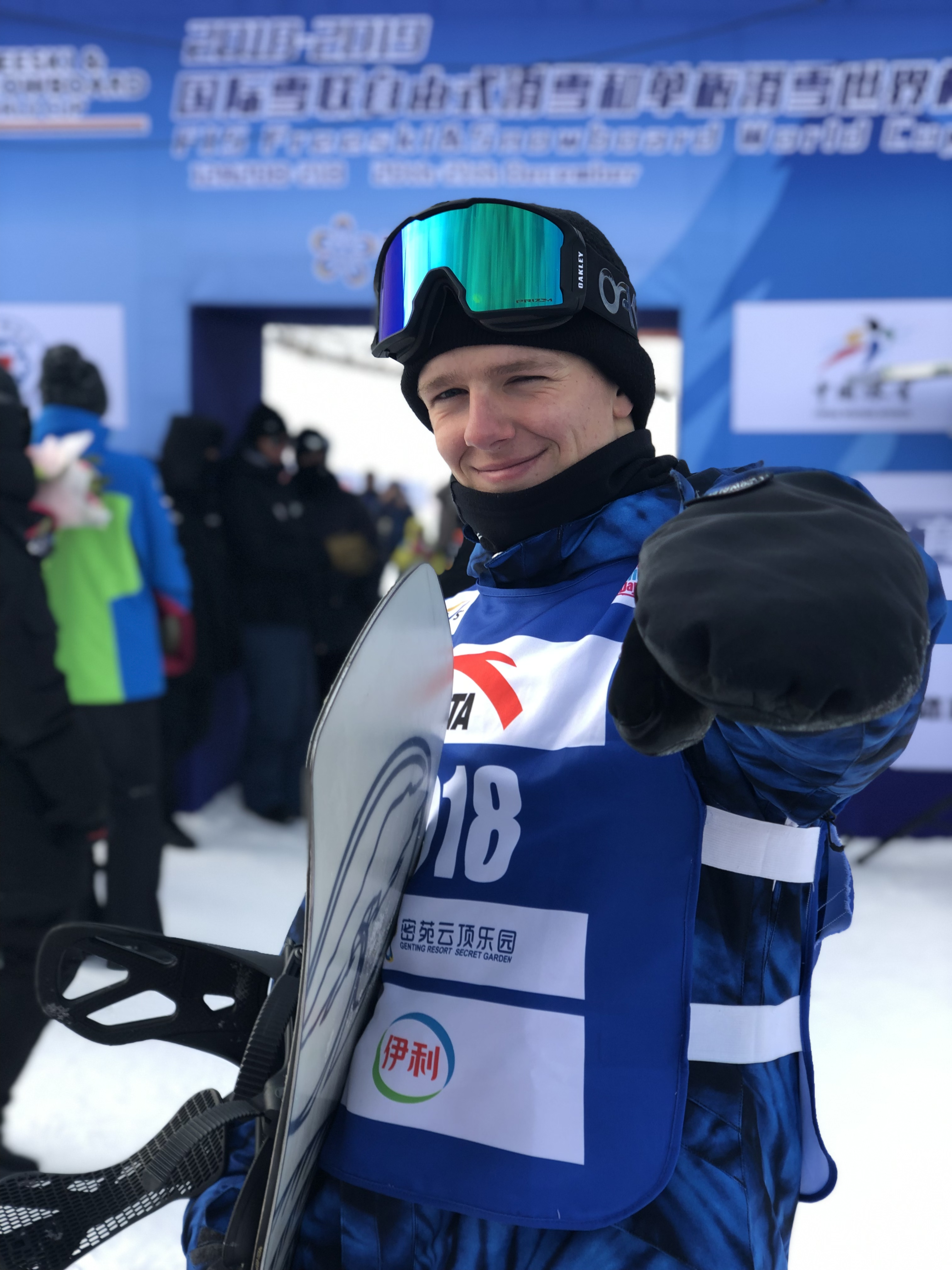
Niek van der Velden à la Coupe du monde de snowboard 2018 à Secret Garden